# Città imperiali del Marocco
Le città imperiali sono quattro città del Marocco: Fès, Marrakech, Rabat e Meknès.
Devono il loro nome all'opera delle varie dinastie di regnanti che, in tempi diversi, le scelsero come residenza, aumentandone il fascino durante il proprio regno attraverso importanti interventi architettonici.

## Storia
Prima che gli arabi giungessero in Marocco, i berberi, che popolavano il territorio, vivevano in agglomerati che ben difficilmente potevano essere considerate vere e proprie città.
Con la diffusione del culto musulmano si affermò il modello di agglomerato urbano della medina.

Le varie dinastie che si susseguirono trasformarono quattro di queste città in qualcosa di più sontuoso attraverso la costruzione di palazzi, moschee, madrase e relative mura fortificate. Tali città sono conosciute con il nome di città imperiali.

### Fès
Alla fine dell'VIII secolo Idris I (capostipite della dinastia degli Idrisidi) fondò l'odierna Fès, che fu capitale anche durante la dinastia dei Merinidi, degli Wattasidi e degli Alawidi.
Fès, città santa del Marocco, sorge a 350 m s.l.m., in una fertile vallata. Nella sua medina (città vecchia) sono presenti botteghe tessili, di pelletteria, di ceramiche e d'armi, oltre all'università più antica del mondo. La sua medina (città vecchia) è Patrimonio dell'umanità dell'UNESCO e rappresenta, con i suoi edifici, mercati e moschee, uno dei centri più affascinanti di tutto il mondo islamico.

### Marrakech
Marrakech fu capitale sotto gli Almoravidi, gli Almohadi e i Sa'diani,
città situata al centro-sud del Paese a circa 150 km dalla costa dell'Oceano Atlantico.

Venne fondata nel 1062 dall'almoravide Yūsuf ibn Tāshfīn. Gli Almoravidi vi costruirono le mura, e un complesso sistema idrico (Khettara) che portava l'acqua nella città direttamente dal monte Atlante. Nel 1147 la città venne conquistata dagli Almohadi. La nuova dinastia vi edificò la Moschea della Koutoubia, la kasbah, l'ospedale Dār al-Faraj. La città cadde in declino con la conquista da parte della dinastia merinide, che spostò la capitale a Fès, ma con l'avvento al potere della dinastia Sa'diana la città ritornò capitale ed ebbe un'epoca d'oro che non vedeva dall'epoca almohade. I Sa'diani vi edificarono la Madrasa di Ben Youssef, la moschea al-Mu'assin, le Tombe Sa'diane e il palazzo El Badi.

### Rabat
Rabat, odierna capitale del Marocco, fu fondata dal califfo almohade Abū Yūsuf Yaʿqūb al-Mansur. Il califfo fondò Rabat con l'obiettivo di farne la sua nuova capitale, ma il progetto venne abbandonato dopo la sua morte. Nel XVIII secolo Rabat venne designata come città imperiale dal sultano alawide Muhammad ibn Abd Allah, che vi costruì il palazzo Dar al-Makhzan, anche se non designò la città come sua capitale, visto che si muoveva continuamente tra Rabat, Fès e Marrakech. La città è situata sulla costa atlantica del paese, sulla sponda sinistra del fiume Bou Regreg.

### Meknès
Con Moulay Ismail ibn Sharif, della dinastia alawide, la capitale fu spostata a Meknès, città situata nel nord del Marocco, posizionata a circa 130 km da Rabat e a 60 da Fès. Il nuovo regnante costruì ingenti opere con l'obiettivo di offuscare la magnificenza, dovuta ai suoi predecessori, delle altre città del Marocco. Sotto di lui Meknès, che fino a quel momento era un'anonima città, toccò il suo massimo splendore.

## Turismo
Le quattro città imperiali oggi sono spesso meta di tour organizzati che completano l'offerta con escursioni alle città di:
- Casablanca: capitale marocchina degli affari.
- Agadir: città di mare completamente ricostruita dopo il terremoto del 1960 (per questo la più nuova e meno "marocchina").
- Volubilis: importante sito archeologico dell'antica città romana del III secolo, nei pressi di Meknès.
- Moulay Idriss: fondata da Idris I.

## Galleria d'immagini

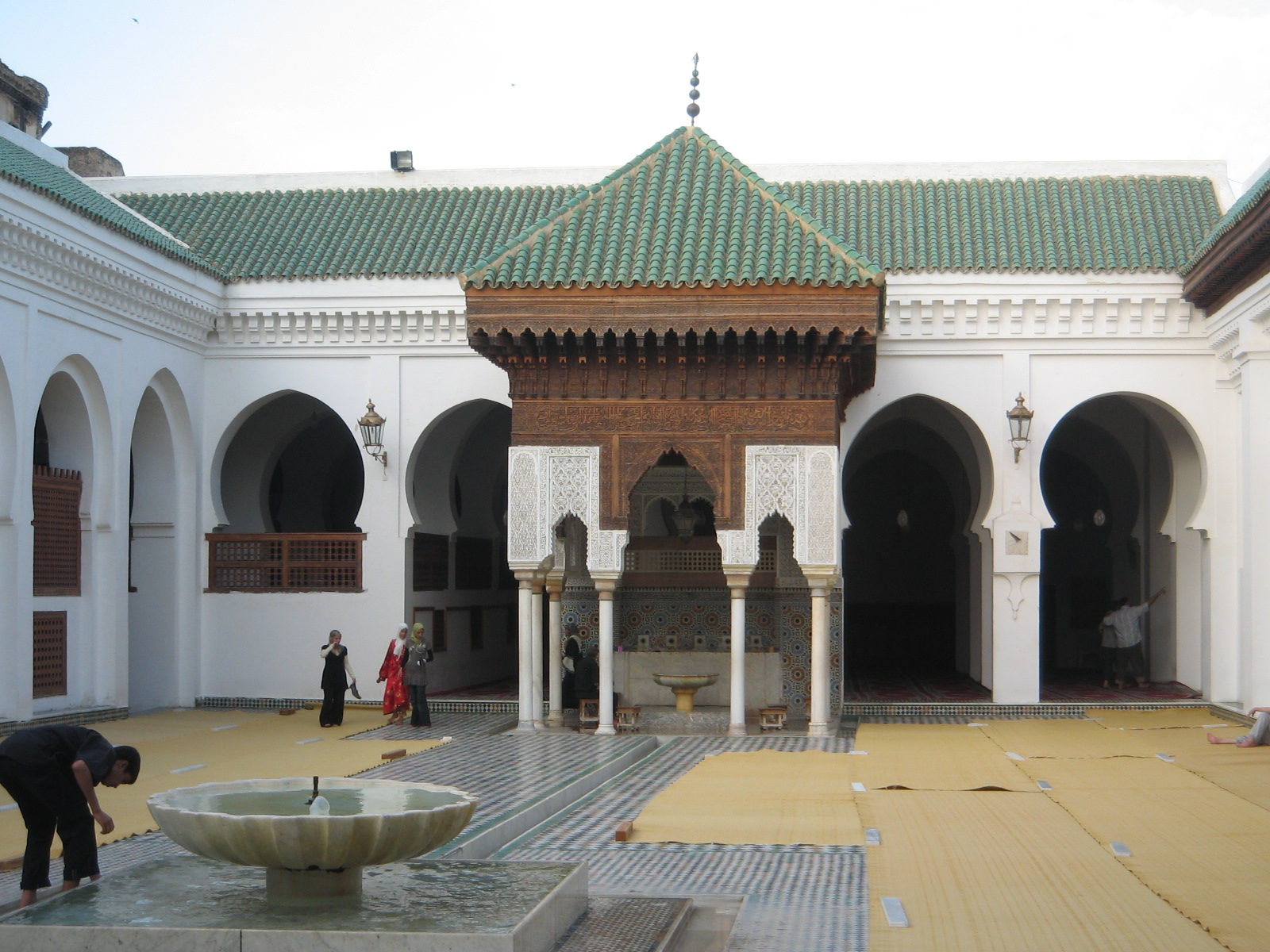
Cortile centrale dell'università al-Qarawiyyin, IX secolo, Fès.
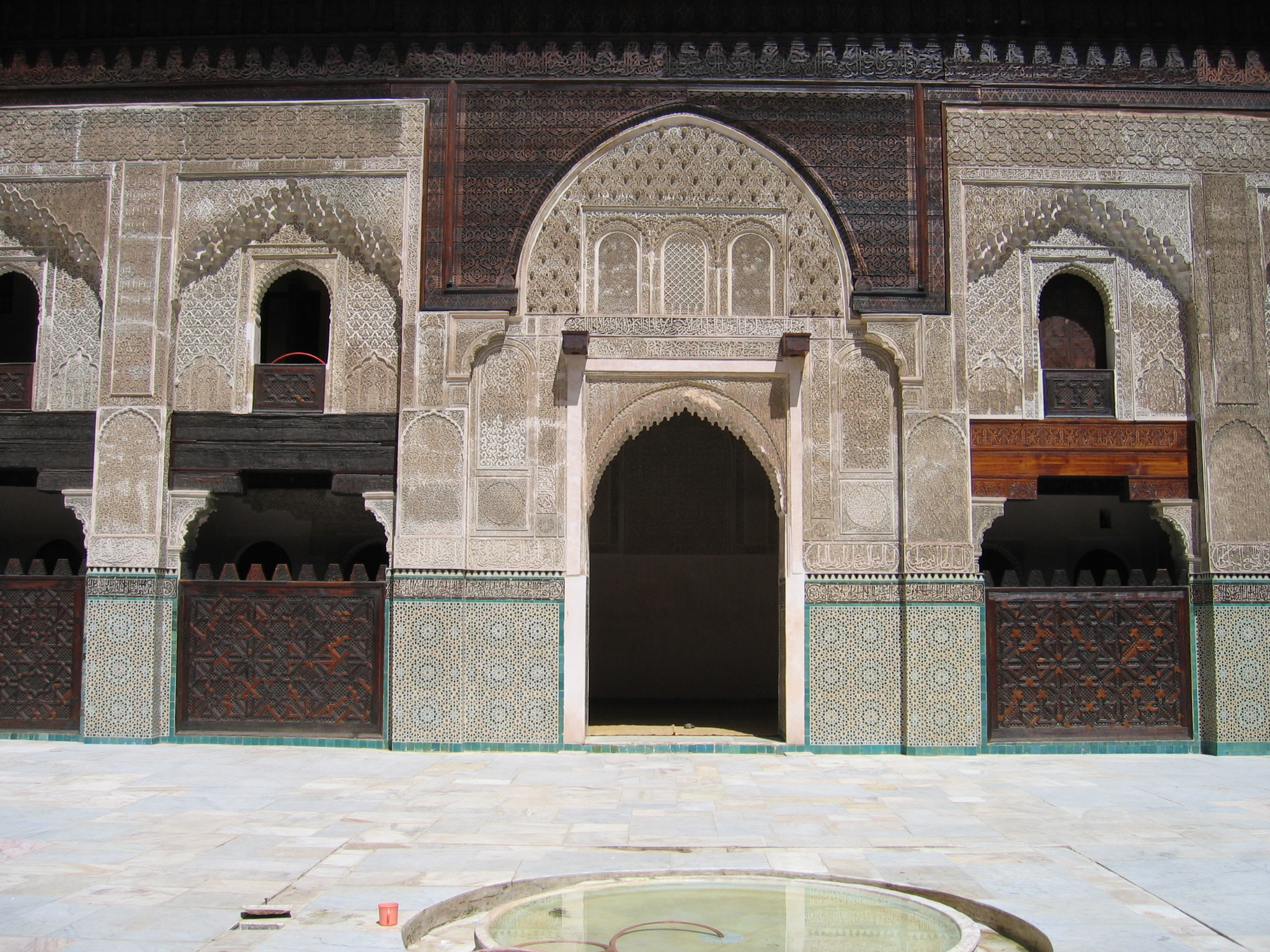
La madrasa Abū ʿInāniyya, XIV secolo, Fes.
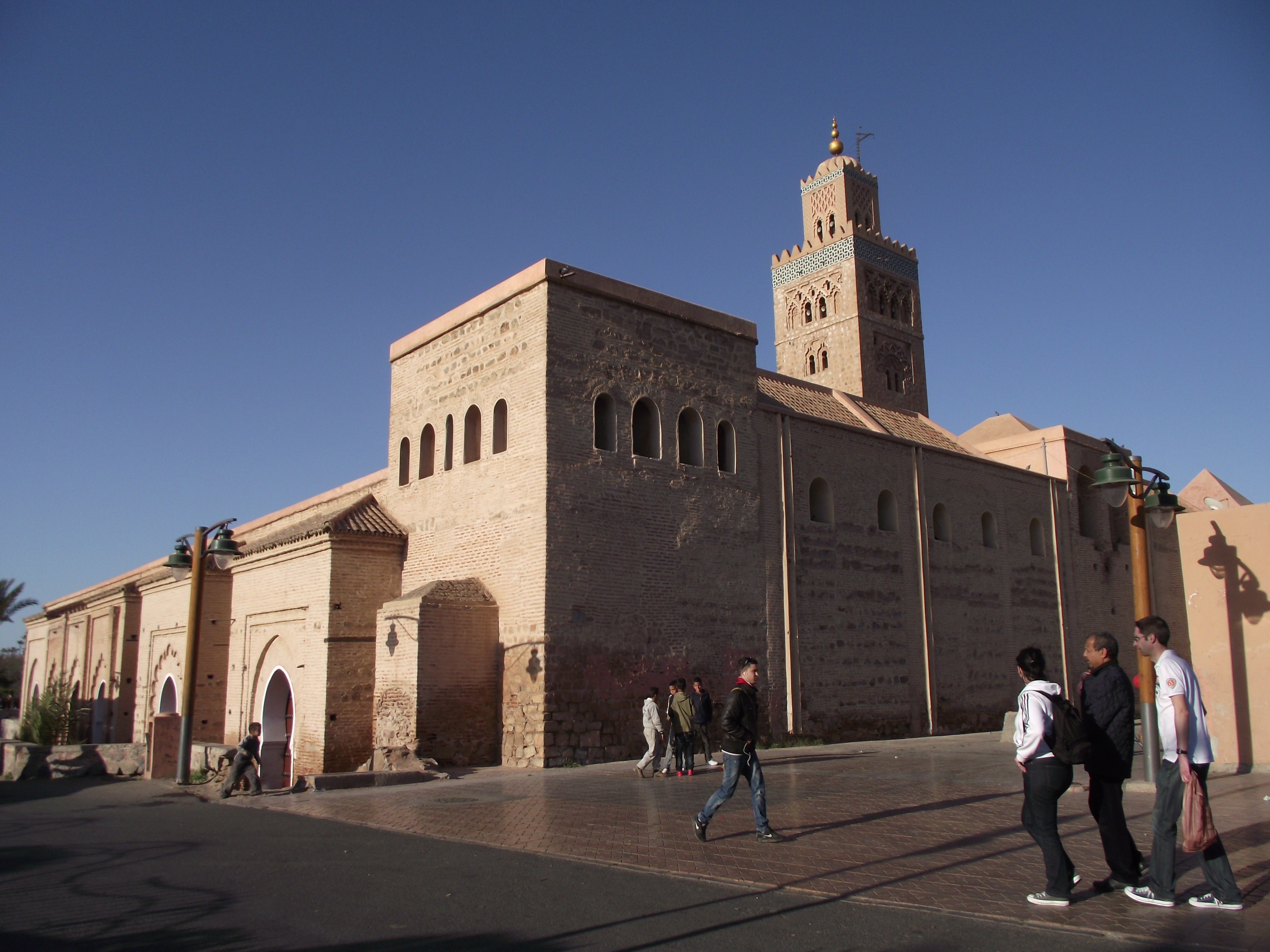
Moschea Koutobia, XII secolo, Marrakech.
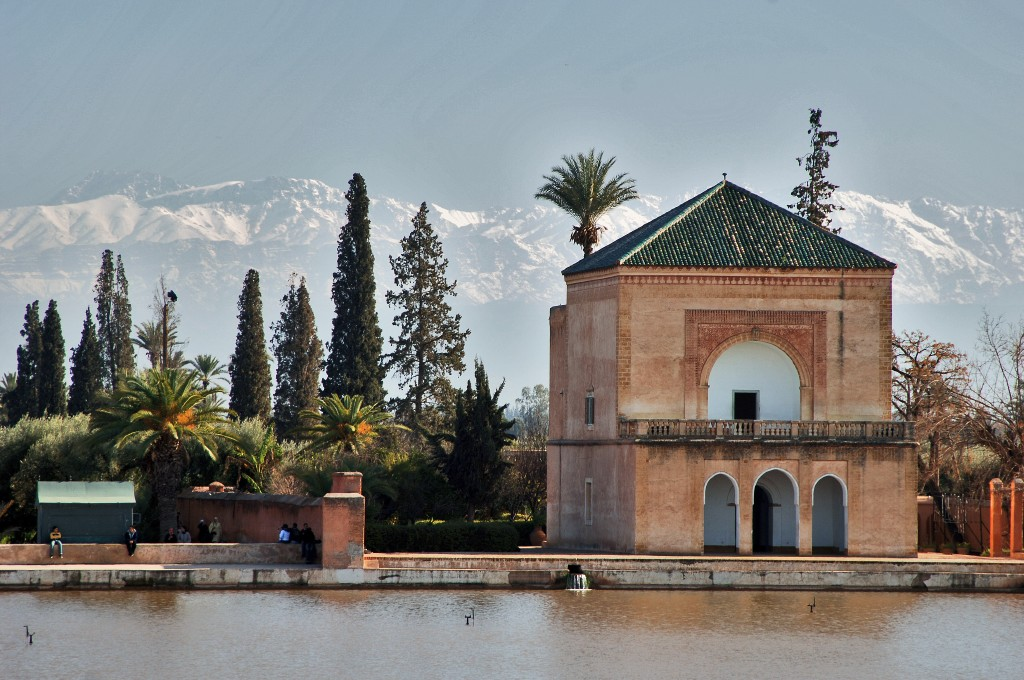
Giardini Menara, XII secolo, Marrakech.
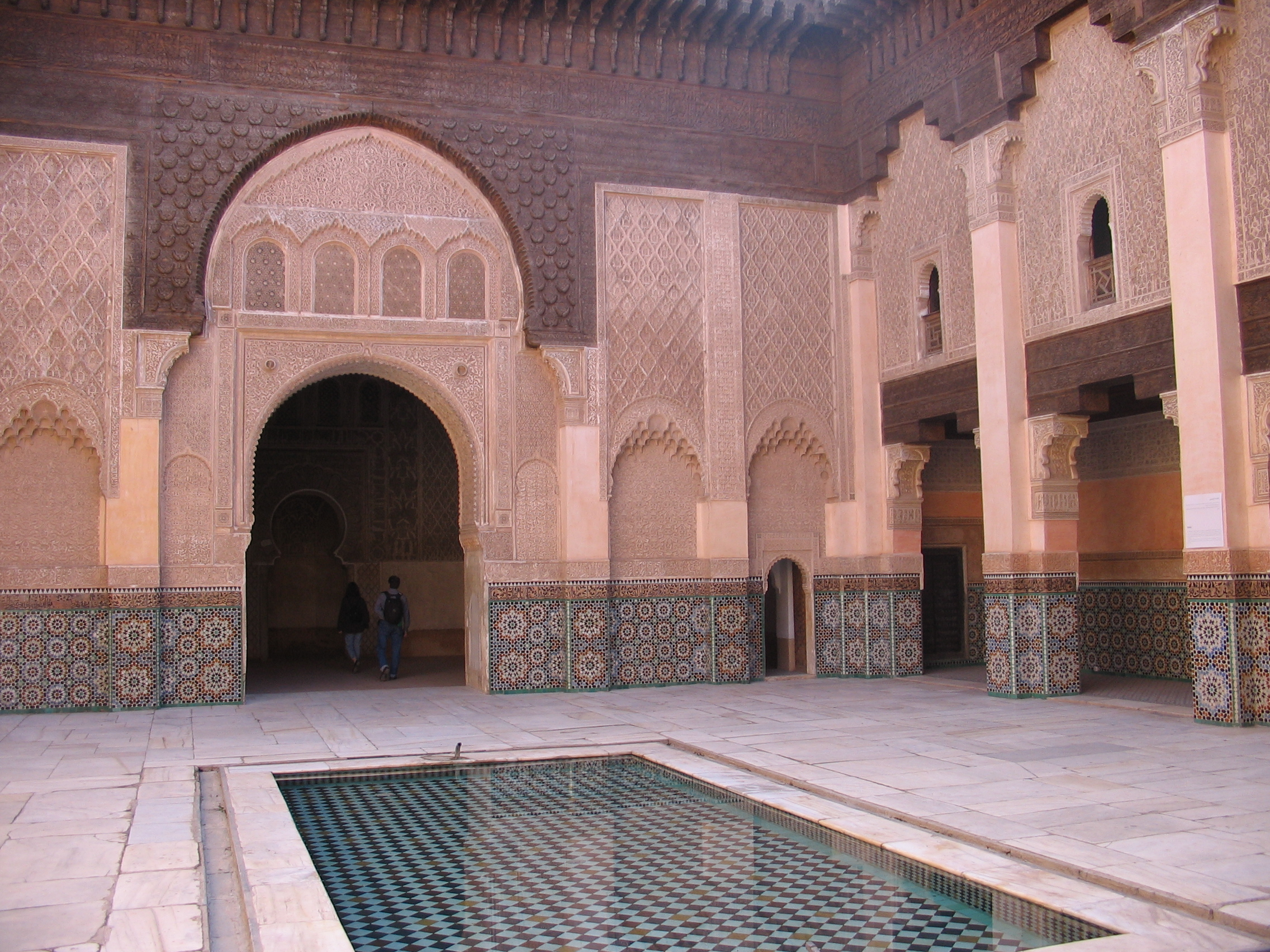
Cortile della Madrasa di Ben Youssef, XVI secolo, Marrakech.
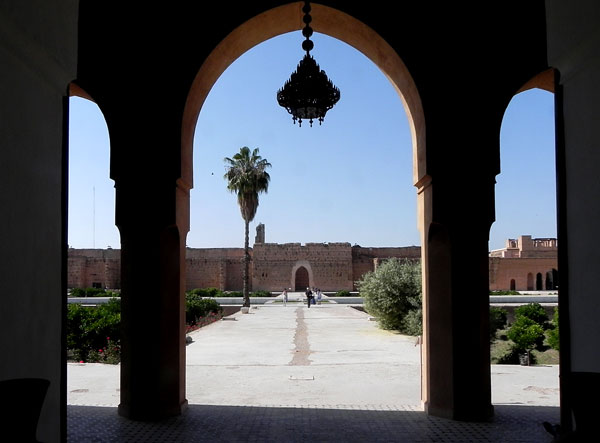
Entrata del palazzo El Badi, XVI secolo, Marrakech.
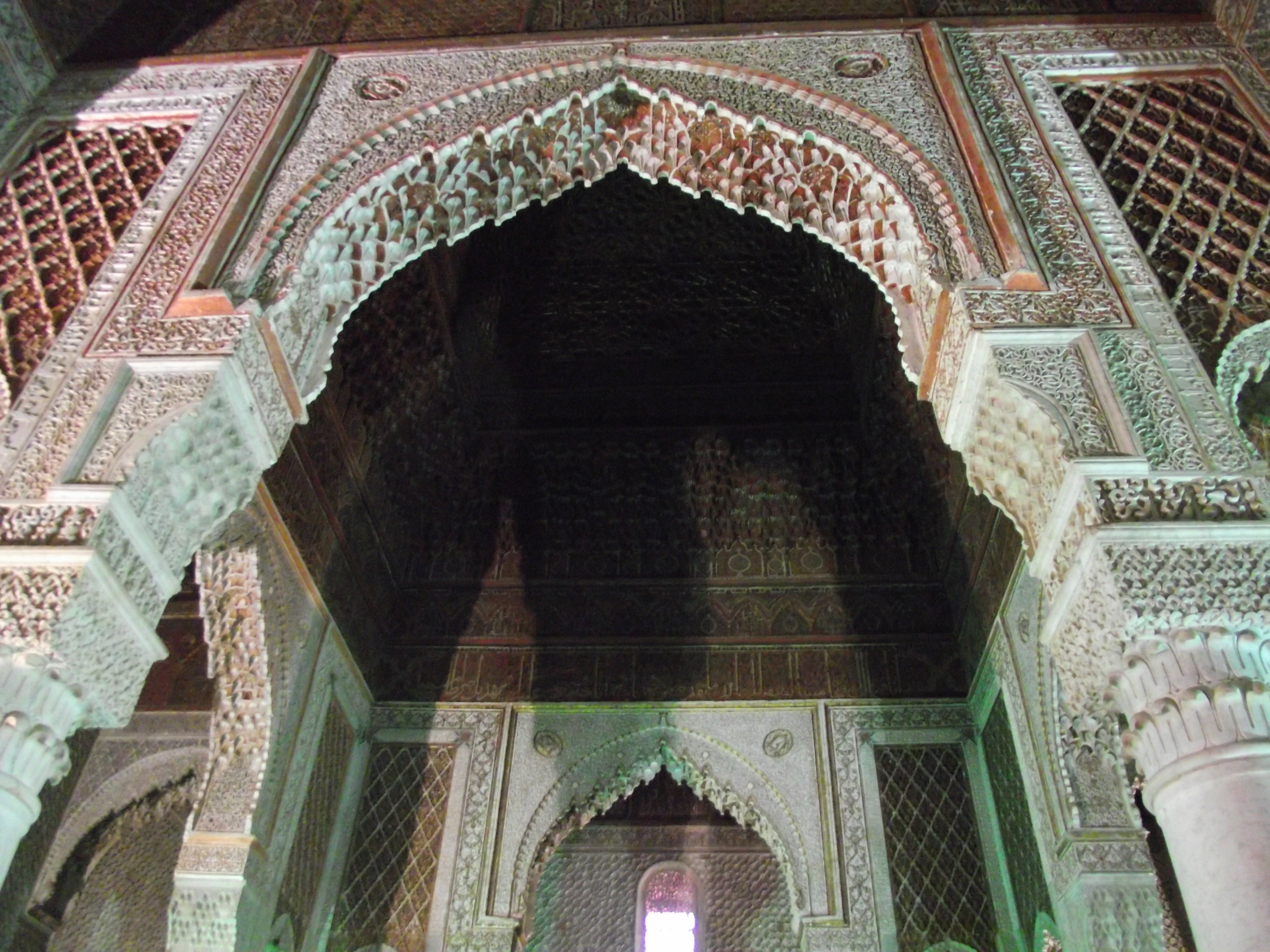
Interno del mausoleo dei Sadiani, XVI secolo, Marrakech.
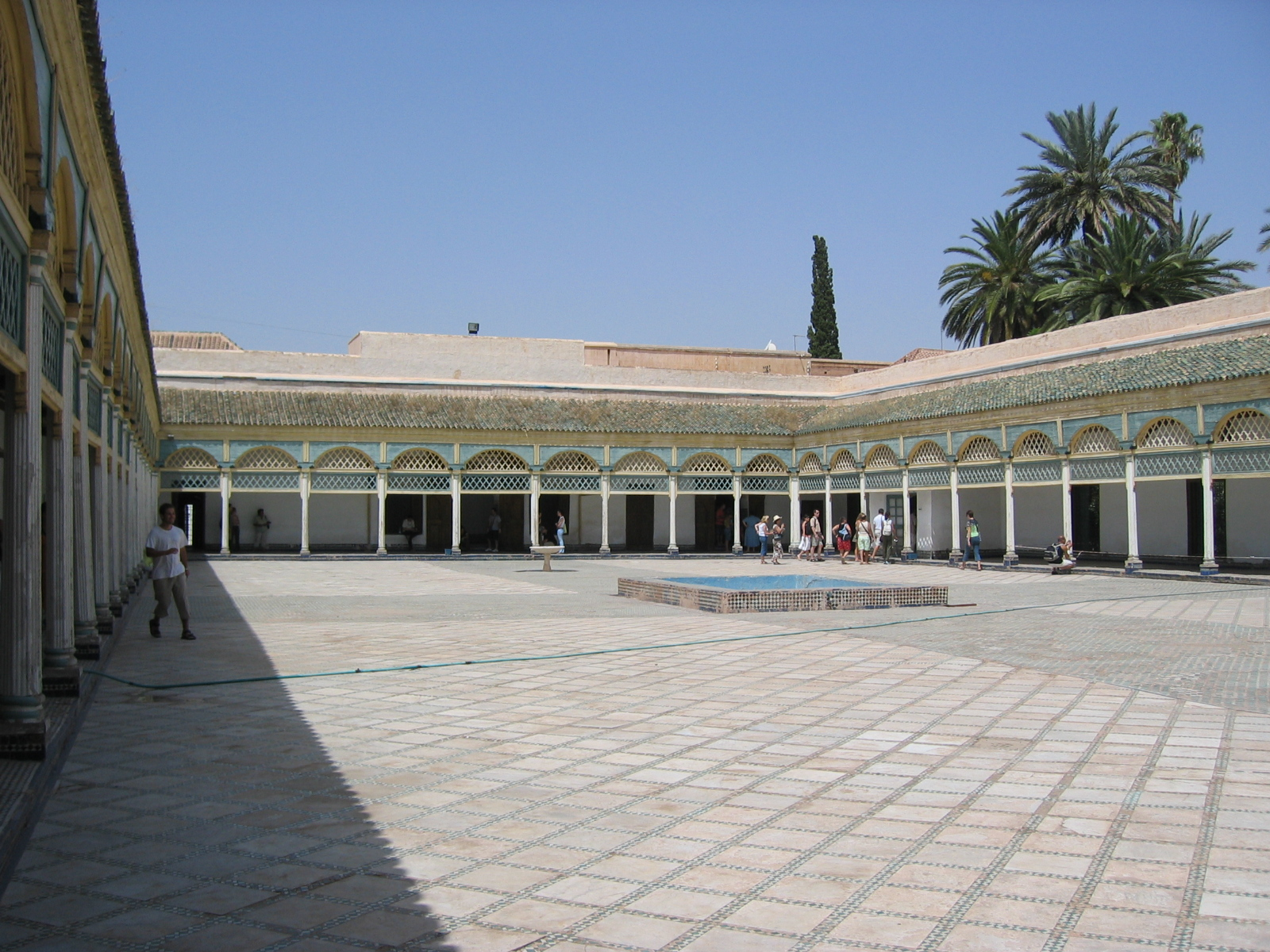
Uno dei cortili del palazzo El Bahia, XIX secolo, Marrakech.
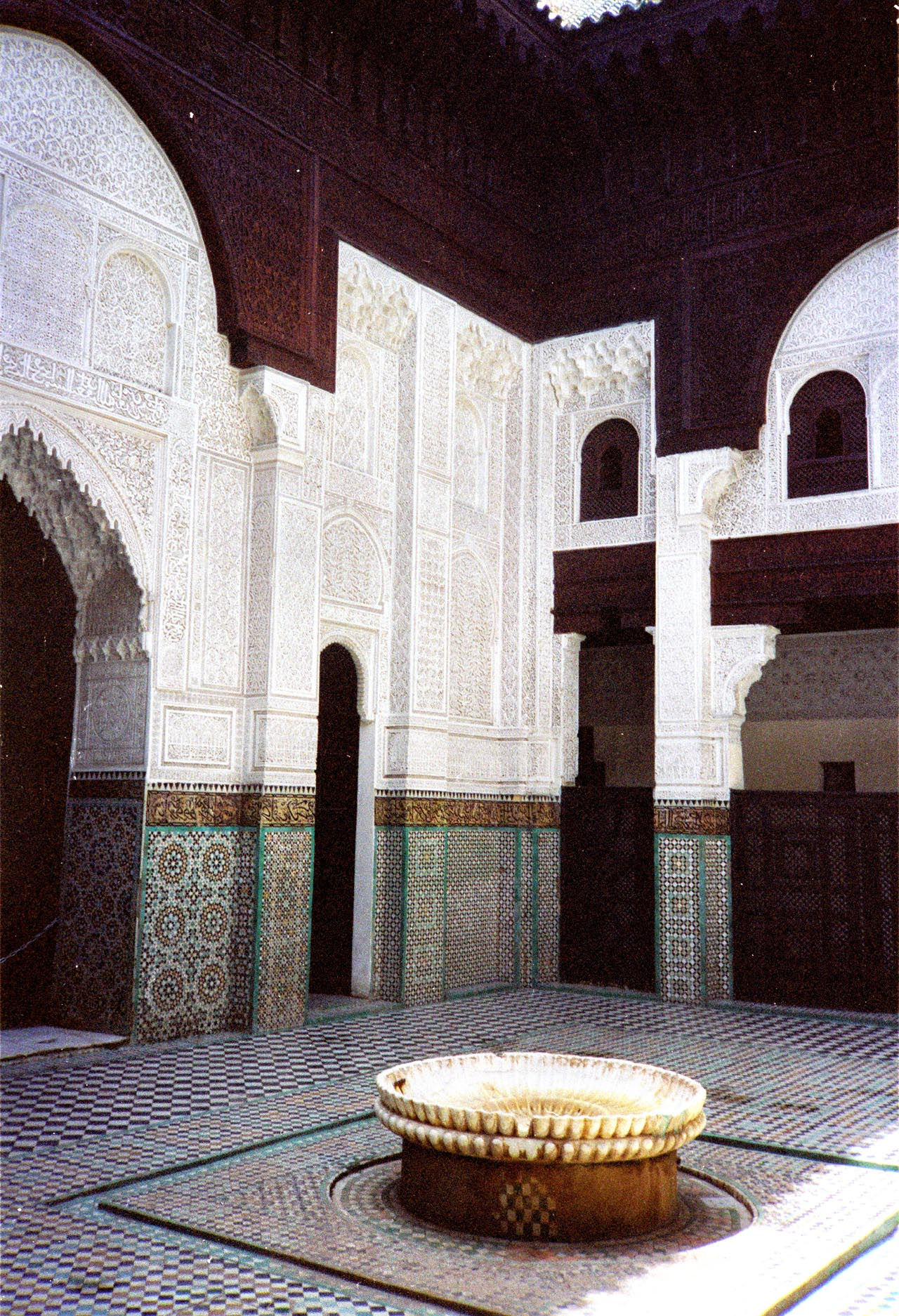
Madrasa Abū ʿInāniyya, XIV secolo, Meknès.
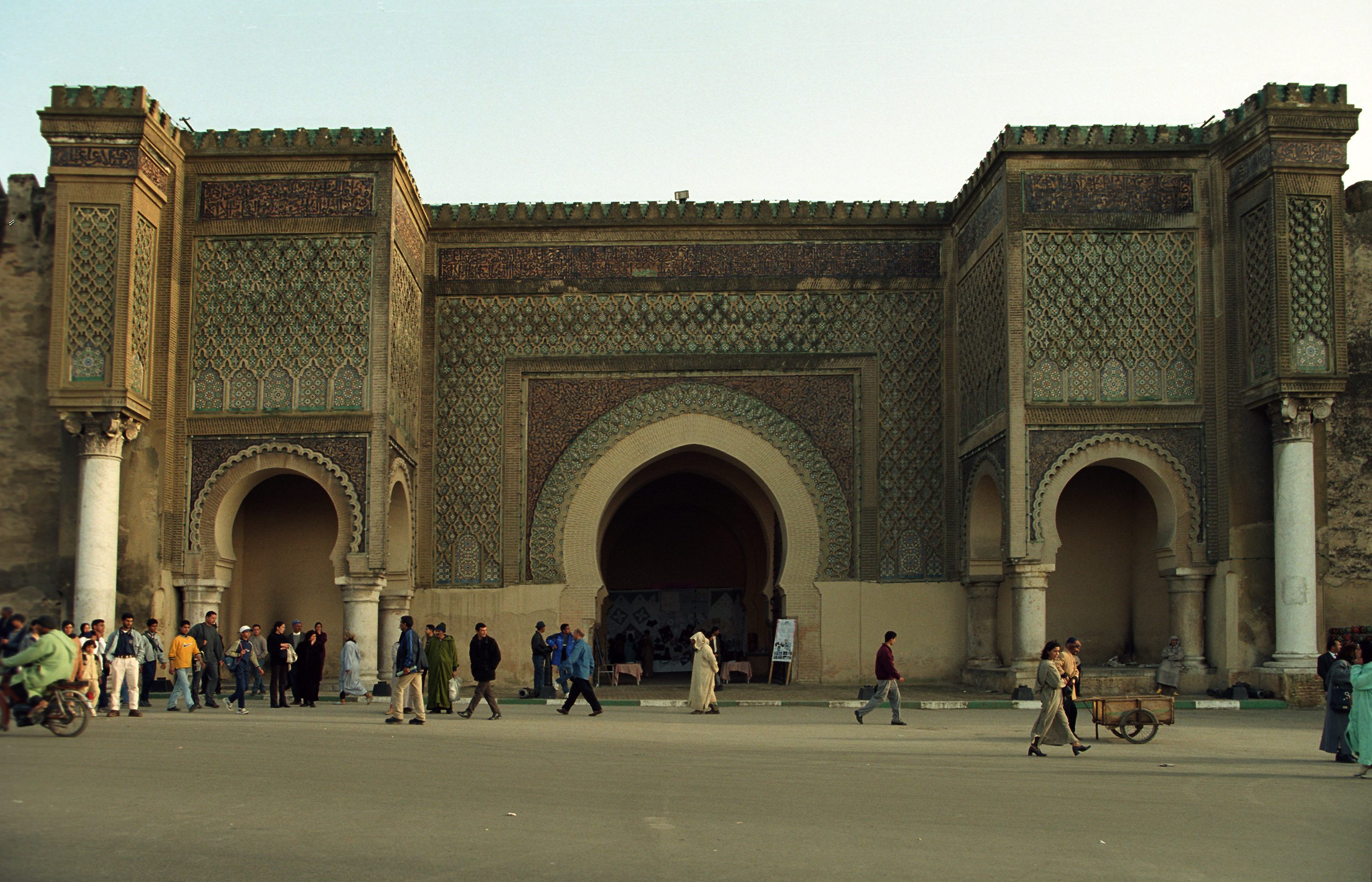
Bab al Mansour, XVII secolo, Meknes.
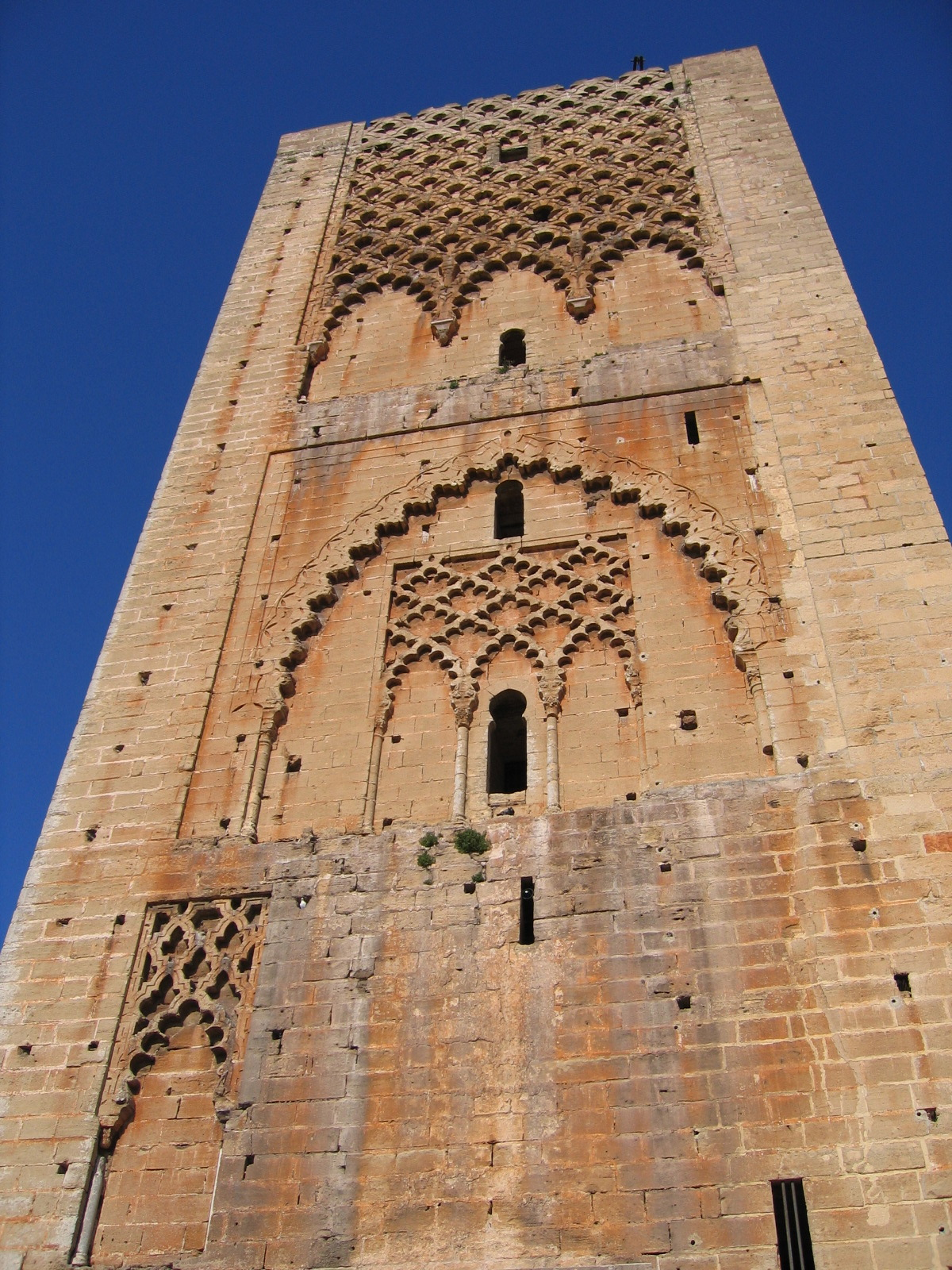
La torre di Hassan, XII secolo, Rabat.
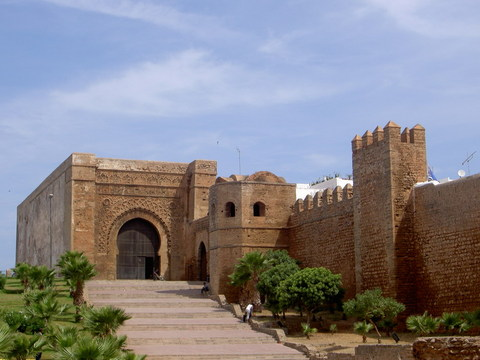
Kasba degli Oudaïa, XII secolo, Rabat.
